# Вільшанська угода
Вільшанська угода 1617 — угода, укладена 28 жовтня 1617 року в урочищі Стара Вільшанка поблизу Таращі між гетьманом Петром Сагайдачним і командувачем військ Речі Посполитої Станіславом Жолкевським.

## Передісторія
З початку 17 століття козацтво посилюється, зростає чисельно і починає доставляти все більше клопотів Речі Посполитій: ігнорує місцеву шляхетську адміністрацію, втручається в церковні справи, своїми безупинними морськими виправами руйнує хиткий мир Речі Посполитої з Османською імперією і Кримським ханством. Уряд Речі Посполитої спробував підкорити козаків силою.
У 1617 році коронний гетьман Станіслав Жолкевський на чолі кварцяного війська перебував в Україні у зв'язку з очікуваним великим наступом османів. Його спроби залучити до виконання свого завдання козаків виявилися марними: козаки вдалися до абсолютно самостійного морського походу на османські володіння. У цей час схильний до поміркованості і компромісів Петро Сагайдачний на якийсь час утратив владу над козацтвом: замість нього гетьманом був обраний прихильник самостійних дій Дмитро Барабаш.
Згідно з королівським універсалом, для «приборкання своєвільників» в Україну виправляється спеціальна комісія у складі князя Я. Острозького, князя Збаразького, воєводи руського і старости чигиринського Яна Даниловича на чолі з підпорядкованими їм полками. Досягши мирної угоди з османами, Жолкевський у вересні, знаходячись у Барі, наказав козакам прислати своїх делегатів на переговори до Паволочі і сам рушив туди на чолі 4-х полків і з полками комісарів. Але замість делегації йому назустріч вийшло ціле козацьке військо.
З-під Паволочі Жолкевський рушив назустріч козацькому війську під Білу Церкву, а звідти пішов униз Россю і розташував свій табір в урочищі Суха Вільшанка. Розуміючи недостатність сил, Жолкевський більше сподівався на дипломатію і погрозу силою, ніж на саме застосування сили.
В умовах рішучої демонстрації Жолкевським воєнної сили козацьким гетьманом знову став Петро Сагайдачний. До табору Речі Посполитої прибула козацька делегація і запропонувала все залагодити мирним шляхом. Після цього до козацького табору, який стояв неподалік на Росі, на переговори прибули парламентери Речі Посполитої. Вони запропонували вироблений комісарами Речі Посполитої проект угоди, який дипломатично відкинули козаки як «неприйнятний». Врешті-решт, 28 жовтня 1617 року було прийнято постанову у вигляді двох декларацій (комісарської і козацької), де в чому між собою відмінних. В історичній традиції вони відомі як Вільшанська угода.

## Умови угоди
Умови Вільшанської угоди відбивали пошук компромісу між козацтвом і урядом Речі Посполитої. За угодою:
- козацький реєстр встановлювався в розмірі 1 тисяча чоловік, проте на прохання старшини, остаточну кількість реєстрових козаків мав визначити сейм Речі Посполитої;
- козакам надавалося право обирати гетьмана, якого затверджував король Речі Посполитої;
- за службу реєстровим козакам уряд Речі Посполитої зобов'язувався виплачувати платню;
- реєстровики мали право жити тільки на Запоріжжі;
- козакам заборонялося здійснювати походи на Кримське ханство і Османську імперію;
- з козацького війська виключались ті міщани, які вступили в козаки за останні 5 років, і нереєстрові козаки повертались додому.

## Наслідки
Вільшанська угода викликала велике незадоволення серед широких кіл нереєстрових козаків, і тому уряду Речі Посполитої не вдалося втілити її у життя.